# نبيل مرموق
نبيل مرموق (مواليد 19 مارس 1998) هو لاعب كرة قدم مغربي. يشغل مركز المدافع بنادي الوداد الرياضي.

## وصلات خارجية
- نبيل مرموق على موقع قاعدة بيانات كرة القدم.إي يو (الإنجليزية)
- نبيل مرموق على موقع Soccerway.com (الإنجليزية)